# Mecseknádasd
Mecseknádasd (deutsch Nadasch, 1903–1950: Püspöknádasd = Bisschofsnadasch, kroatisch Nadoš) ist eine Gemeinde mit gut 1.500 Einwohnern (Stand 2011) im Komitat Baranya in Südungarn. Sie liegt am Fuß des östlichen Mecsekgebirges an der Hauptstraße 6.
Die Sankt-Stephan-Kapelle aus dem 14. Jahrhundert ist heute eine Friedhofskapelle. Das Bischofsschloss und der benachbarte Getreidespeicher wurden im Barockstil um 1770 gebaut. Das Heimatmuseum der deutschen Minderheit mit einer Ausstellung des ehemaligen Alltagslebens der deutschen Bevölkerung des Dorfes und der Umgebung wurde 1977 eröffnet. Ein kurzer Spaziergang führt zu den Ruinen der Réka-Burg, wo die Heilige Margarete, Königin von Schottland, geboren wurde.

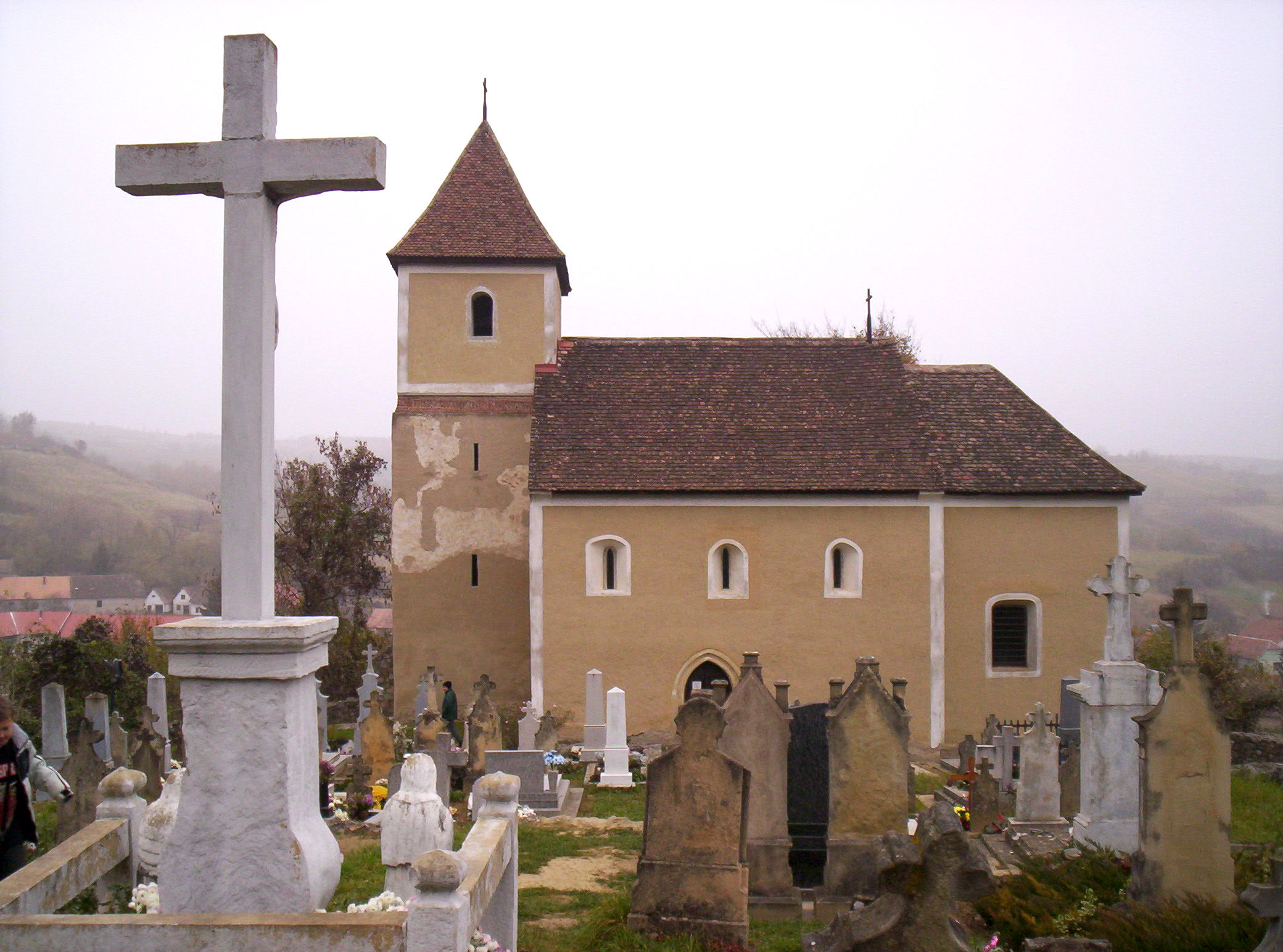
Kapelle Sankt Stephan 14. Jahrhundert
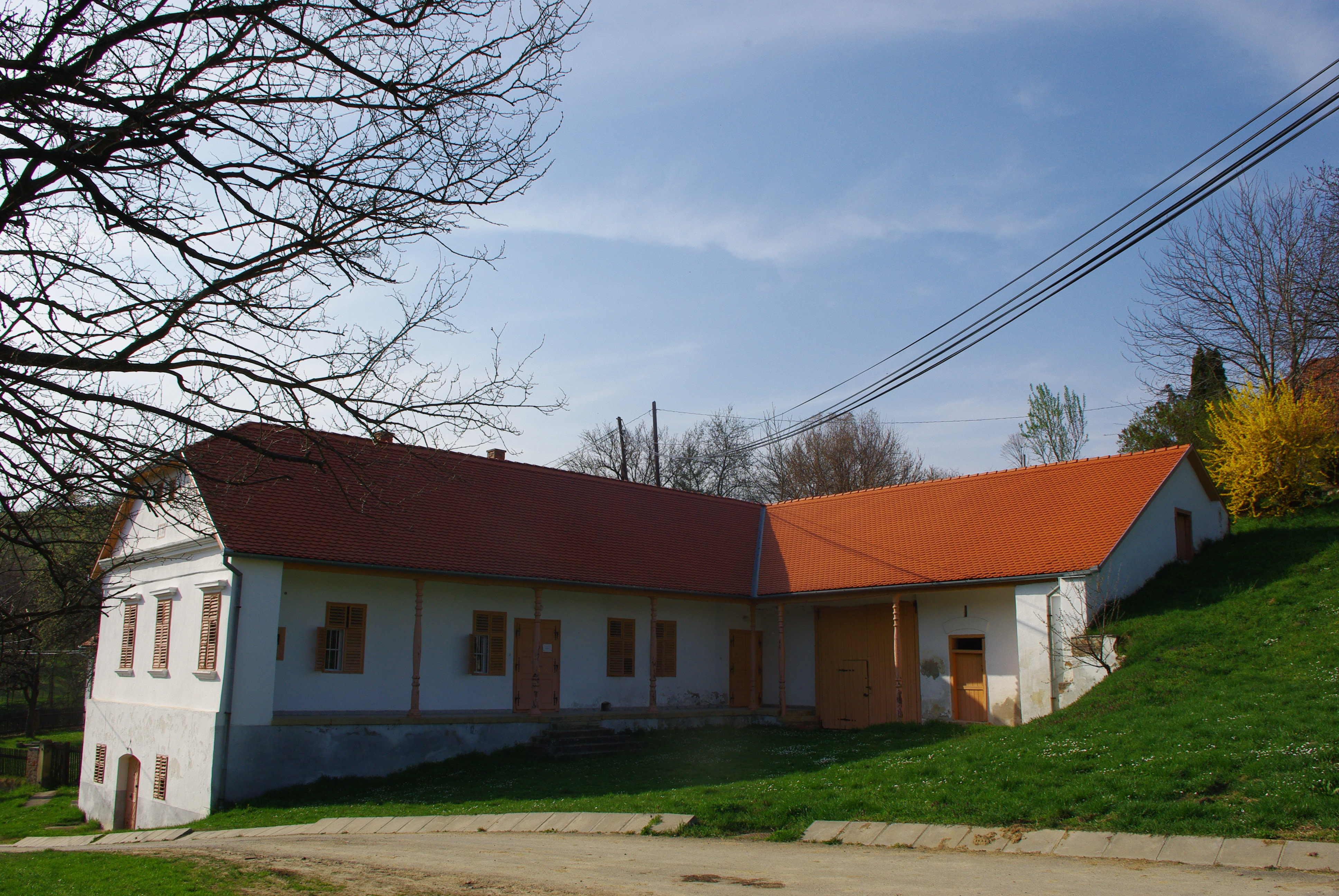
Heimatmuseum
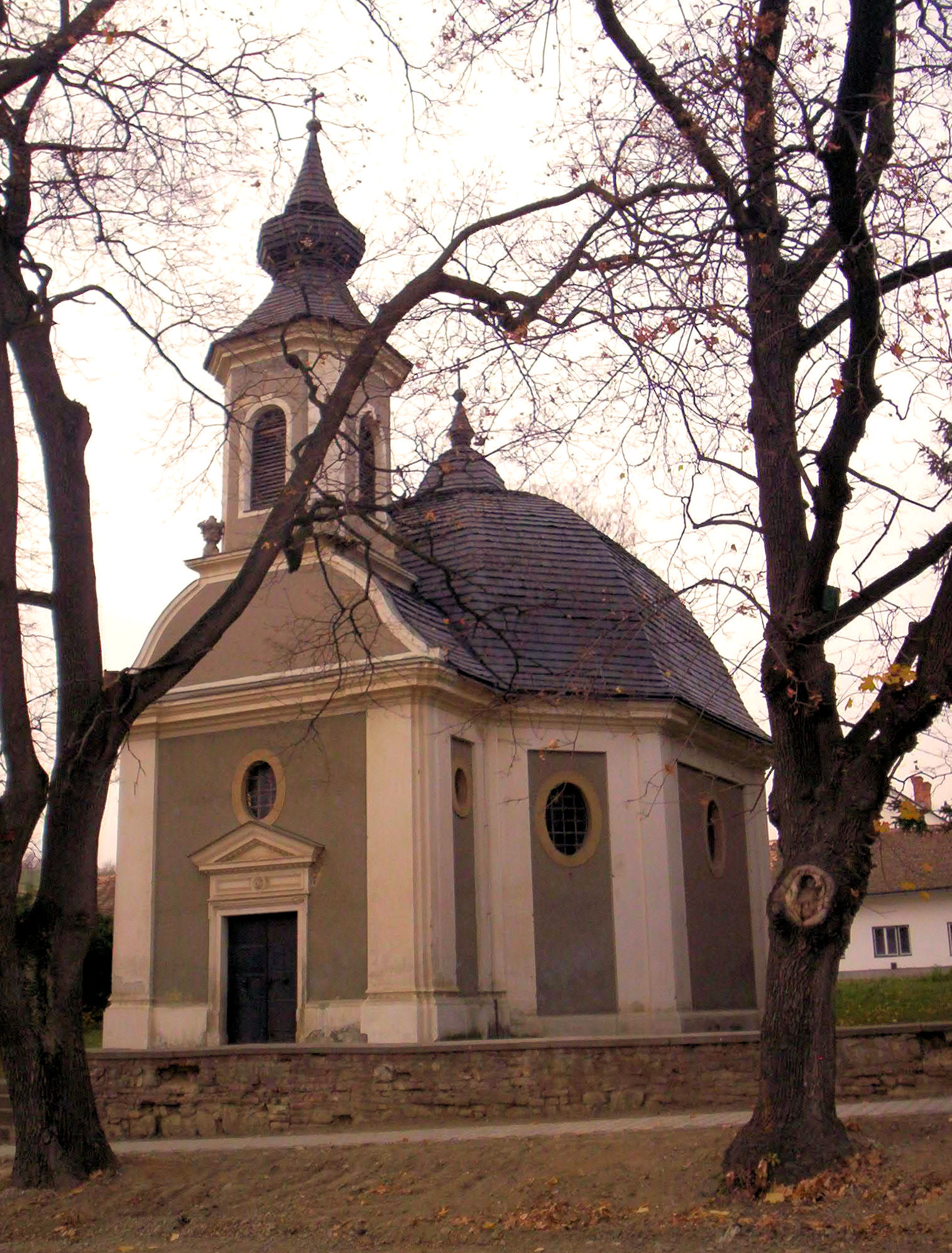
Maria Schneekapelle (1770)
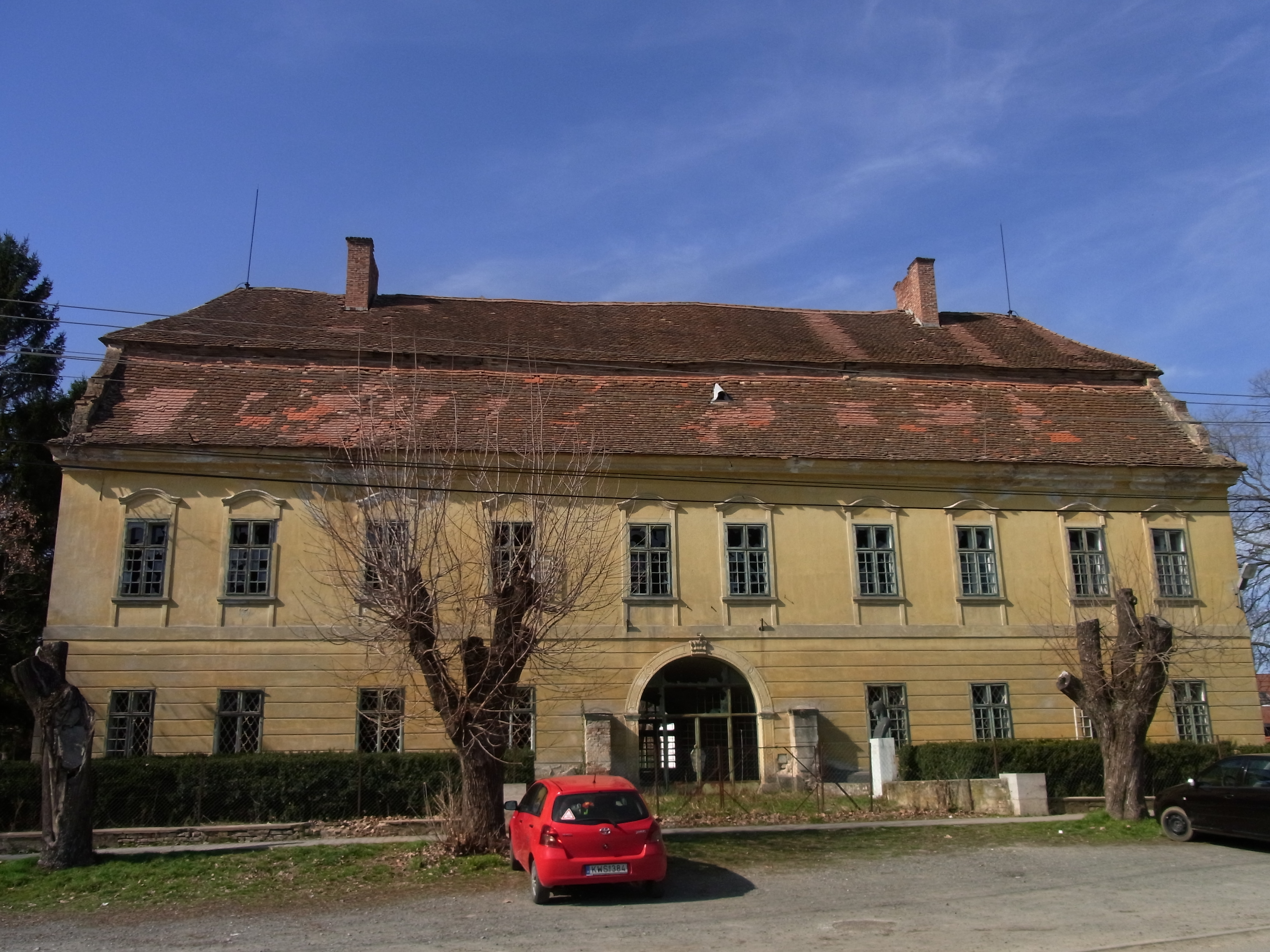
Bischofsschloss
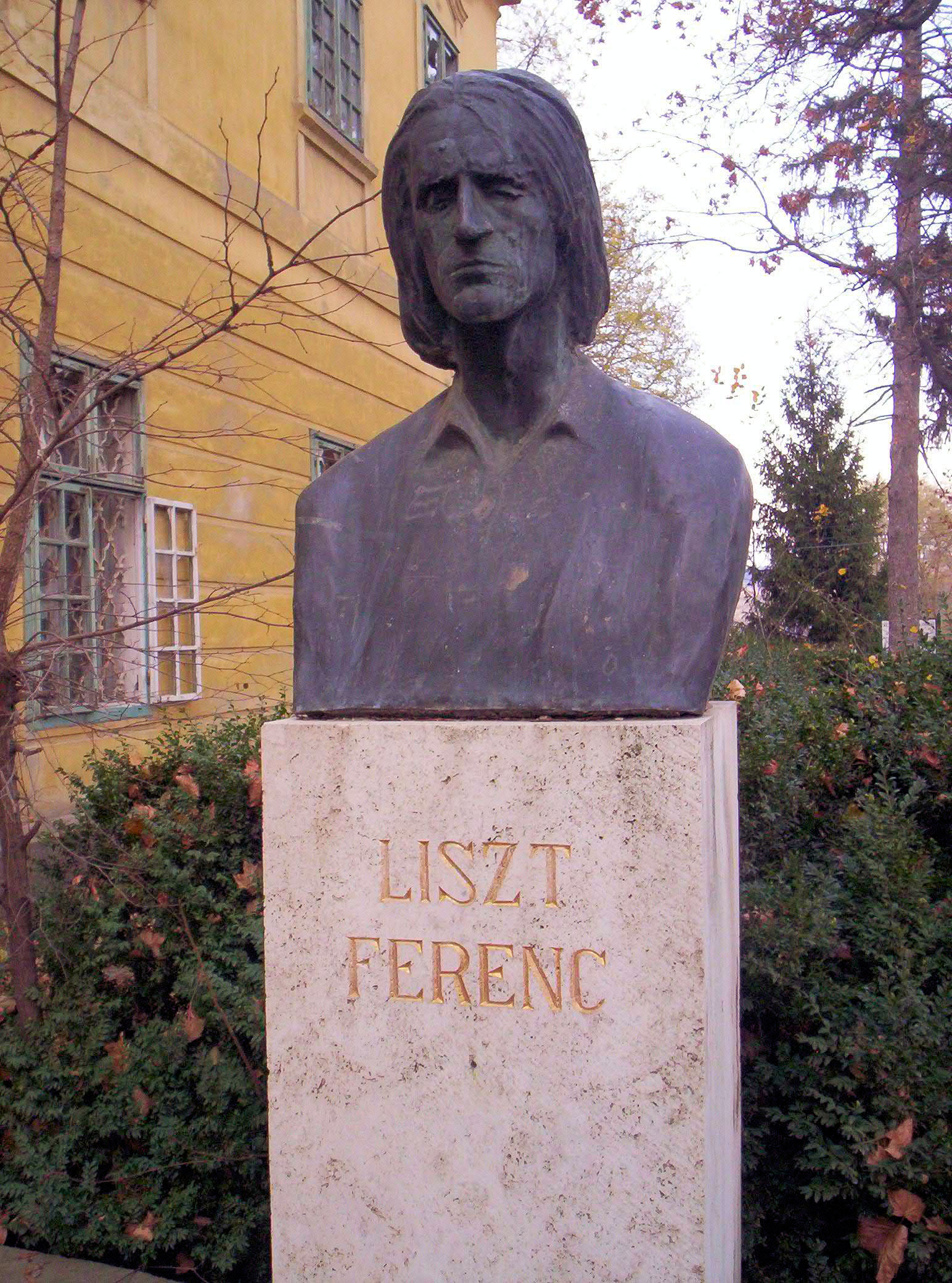
Büste von Franz Liszt